# پیکسکیل (نیویورک)
پیکسکیل (به انگلیسی: Peekskill) شهری در شهرستان وستچستر ایالت نیویورک است که در سرشماری سال ۲۰۱۰ میلادی، ۲۳۵۸۳ نفر جمعیت داشته است. پیکس کیل، به‌طور رسمی در تاریخ ۱۹۴۰ میلادی به‌عنوان یک شهر شناخته شد.